# Litija
Litija (deutsch: Littai) ist der Hauptort und das Verwaltungszentrum der Gemeinde Litija  in der historischen Region Dolenjska (Unterkrain) in Slowenien.
Die aus 106 Ortschaften und Siedlungen bestehende Gesamtgemeinde liegt in der Landschaft Zasavje in der Mitte Sloweniens. Zusammen mit den Gemeinden Zagorje ob Savi, Hrastnik und Trbovlje bildet die Gemeinde die Region Zasavska.

## Sehenswürdigkeiten

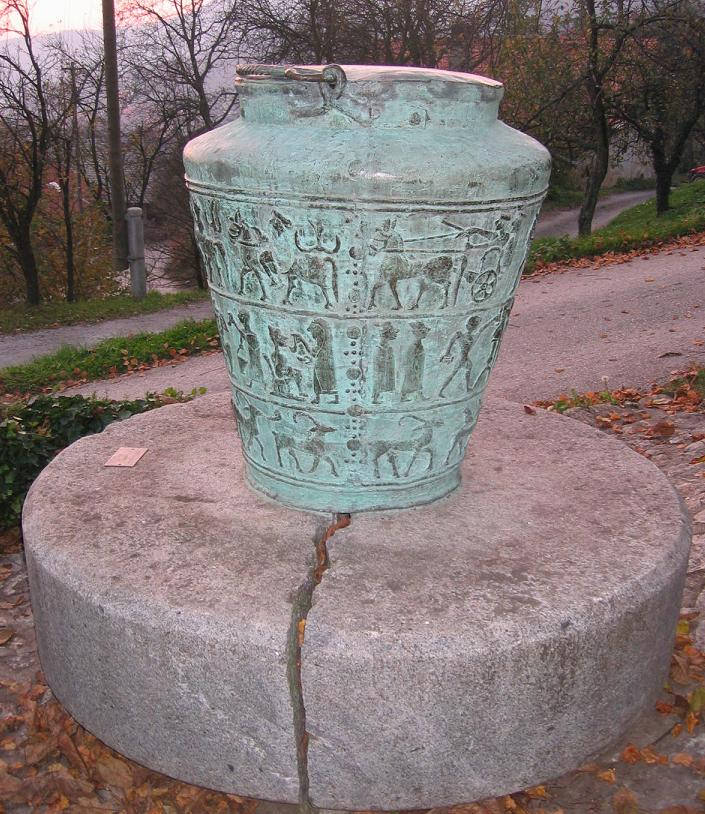
Gefäß aus Vače

- Museumsbergwerk Rudnik Sitarjevec Litija Bis 1965 war das Bergwerk Sitarjevec in Betrieb. Noch im 19. Jahrhundert gehörte es zu den größten Bleibergwerken Europas.[1]
- Denkmal für die Gefallenen des Volksbefreiungskampfes des Architekten Jože Plečnik in Litija[2]
- Monument und Museum des Geographischen Mittelpunkts Sloweniens in Slivna bei Vače
- Archäologischer Pfad Vače. 1882 wurde in einem Gräberfeld beiVače eine bronzene Situla, aus dem 6. Jh. v. Chr. gefunden. Dieses Gefäß wurde auch in das Wappen der Gemeinde integriert.[3]
- Aufstieg zu Berg und Wallfahrtsstätte Zasavka Sveta Gora
- Grabstätte des Dirigenten Carlos Kleiber und seiner Frau in Konjšica
- Burg Bogenšperk in der Nachbargemeinde Šmartno pri Litiji.[4]

## Persönlichkeiten
- Blažka Hauptman (* 2001), Handballspielerin